# French Montana

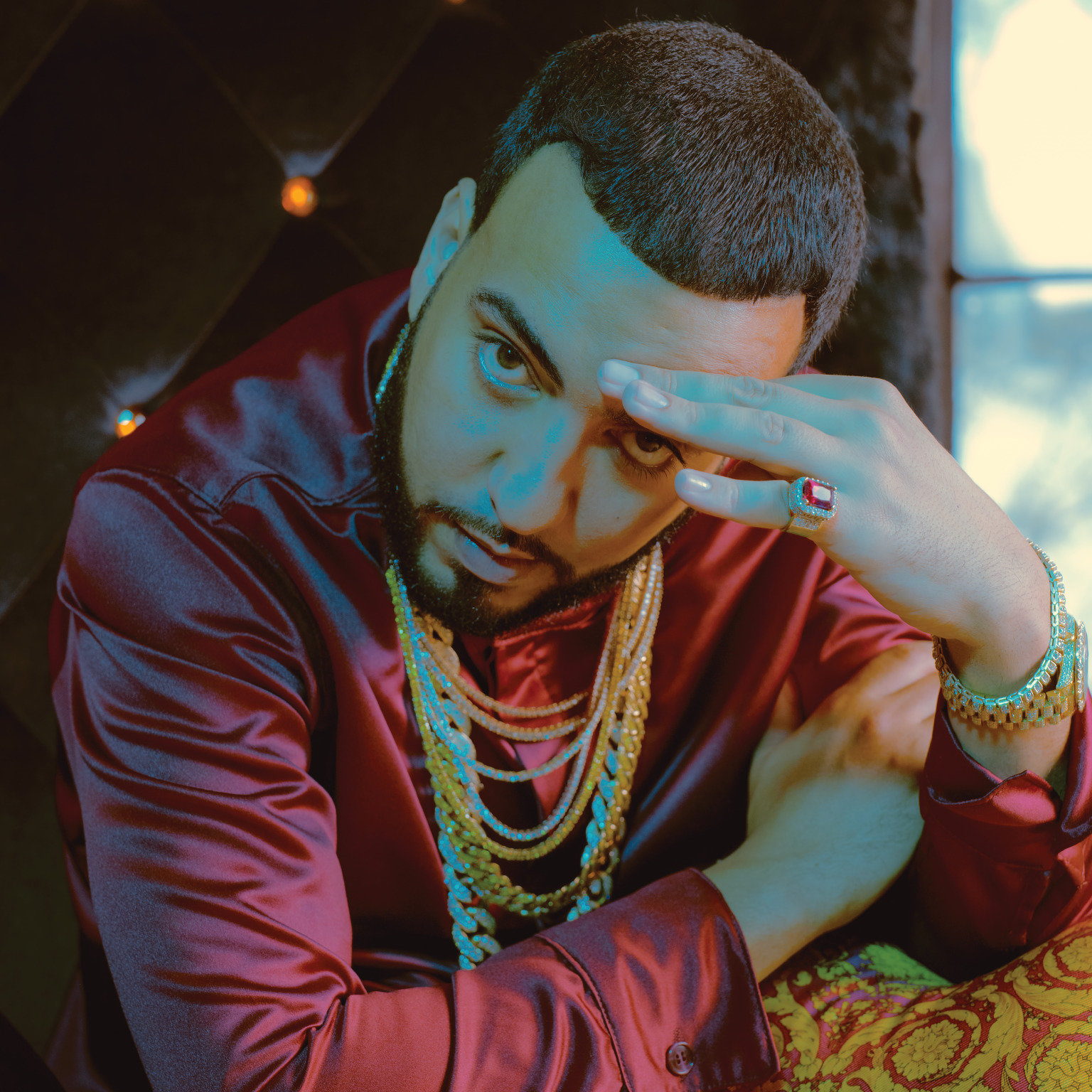
French Montana (2017)

French Montana (* 9. November 1984 in Casablanca, Marokko; bürgerlich Karim Kharbouch) ist ein marokkanisch-US-amerikanischer Rapper und Sänger.

## Leben
French Montana wurde als Sohn marokkanischer Eltern in der Stadt Casablanca geboren. 1996 wanderten seine Eltern mit ihm und seinen zwei Brüdern in die Vereinigten Staaten aus, wo sie sich in New York in der Bronx niederließen. Als Montana 17 war, verließ der Vater die Familie, weswegen Montana für seine Mutter und seine jüngeren Brüder sorgte. Er spricht englisch, arabisch und französisch.

## Musik
Zwischen 2001 und 2010 brachte er gemeinsam mit Cokeboy Los eine Reihe an Mixtapes heraus, die sie ‚Cocaine City‘ nannten. Auf diesen rappt er unter dem Namen Young French. Dadurch, dass die Mixtapes auch Interviews mit großen Rapgestalten enthalten, wurden die „street DVDs“ zu Kassenschlagern. 2009 unterzeichnete er schließlich einen Vertrag mit dem Plattenlabel Akon’s Konvict Muzik, verließ dieses aber bereits 2011 wieder, um mit P. Diddy’s Bad Boy Records und Interscope Records zusammenzuarbeiten. Sein Debütalbum Excuse My French, das 2013 herauskam, wurde von Bad Boy Records und der Maybach Music Group in einem Joint Venture produziert. Zwischen 2007 und 2013 veröffentlichte Montana 21 Mixtapes. French Montanas Musik ist von Einflüssen durch Rick Ross, mit dem er auch für das Debütalbum zusammen im Tonstudio stand, Snoop Dogg, The Notorious B.I.G., Tupac Shakur, Wu-Tang Clan und 50 Cent geprägt, die er auch selbst gerne hört. Seine erste von Excuse My French ausgekoppelte Single Pop That, auf der auch Rick Ross, Drake und Lil Wayne zu hören sind und die bereits 2012 erschienen ist, erreichte im Ranking aller gegoogelten Songs 2012 in den USA Platz 9.
Zudem war er 2012 auf dem Album Hinter blauen Augen des deutschen Rappers Fler vertreten. Im Jahr 2013 erschien dann sein Debütalbum Excuse My French.
Am 7. April 2017 veröffentlichte er die Single Unforgettable, auf der Swae Lee von Rae Sremmurd gefeaturet wurde. Die Single konnte einen großen Erfolg verbuchen und stieg u. a. in England in die Top 10 ein. Im Juni 2017 wurde bekanntgegeben, dass der Song Platin-Status erreicht hat. Am 14. Juli erschien dann sein zweites Studioalbum Jungle Rules. Drei Monate später, im Oktober erreichte French Montana erstmals mit einem Album den Gold-Status.

## Gemeinnützige Onlinekampagne zuUnforgettable
Die Dreharbeiten zur Single Unforgettable wurden in Kampala, Uganda gedreht. French Montana bekam während dieser Zeit durch die Einwohner mit, wie schlecht die Gesundheitslage im Land ist. Kurze Zeit später unterstützte er eine Kampagne, die Geld sammelt, um diese kritische Lage finanziell zu unterstützen. Aus eigener Tasche spendete Montana ca. 100.000 US-Dollar. Diese Summe ging vor allem an die Organisation „Mama Hope“, die schwangere Frauen im Land unterstützt. Auf Instagram findet man in unregelmäßigen Abständen Einblicke des Fortschritts. Auch der Sänger The Weeknd unterstützt diese Aktion mit finanziellen Mitteln.

## Kontroversen
Bei seinem Auftritt auf dem rumänischen Musikfestival Beach Please! im Juli 2024 holte French Montana den umstrittenen, für seine frauenfeindlichen Aussagen bekannten Influencer Andrew Tate auf die Bühne, gegen den die rumänische Staatsanwaltschaft zu diesem Zeitpunkt wegen Vorwürfen der Vergewaltigung und des Menschenhandels ermittelte, und ließ diesen vom Publikum bejubeln. Hierfür wurde er in sowohl in Musikmagazinen als auch in sozialen Medien kritisiert.

## Diskografie
Studioalben

| Jahr | Titel Musiklabel                                      | Höchstplatzierung, Gesamtwochen, AuszeichnungChartplatzierungen (Jahr, Titel, Musiklabel, Platzierungen, Wochen, Auszeichnungen, Anmerkungen) | Höchstplatzierung, Gesamtwochen, AuszeichnungChartplatzierungen (Jahr, Titel, Musiklabel, Platzierungen, Wochen, Auszeichnungen, Anmerkungen) | Höchstplatzierung, Gesamtwochen, AuszeichnungChartplatzierungen (Jahr, Titel, Musiklabel, Platzierungen, Wochen, Auszeichnungen, Anmerkungen) | Höchstplatzierung, Gesamtwochen, AuszeichnungChartplatzierungen (Jahr, Titel, Musiklabel, Platzierungen, Wochen, Auszeichnungen, Anmerkungen) | Höchstplatzierung, Gesamtwochen, AuszeichnungChartplatzierungen (Jahr, Titel, Musiklabel, Platzierungen, Wochen, Auszeichnungen, Anmerkungen) | Anmerkungen                                         |
| Jahr | Titel Musiklabel                                      | DE | AT | CH | UK | US | Anmerkungen                                         |
| ---- | ----------------------------------------------------- | --- | --- | --- | --- | --- | --------------------------------------------------- |
| 2013 | Excuse My French Bad Boy Records / Interscope Records | — | — | — | UK78 (1 Wo.)UK | US4 Platin · (12 Wo.)US | Erstveröffentlichung: 21. Mai 2013                  |
| 2017 | Jungle Rules Bad Boy Records / Sony Music             | DE78 (1 Wo.)DE | — | CH43 Gold · (1 Wo.)CH | UK33 (2 Wo.)UK | US3 Platin · (33 Wo.)US | Erstveröffentlichung: 14. Juli 2017                 |
| 2019 | Montana Epic Records / Sony Music                     | — | — | — | — | US25 Gold · (5 Wo.)US | Erstveröffentlichung: 6. Dezember 2019              |
| 2021 | They Got Amnesia Epic Records / Sony Music            | — | — | — | — | US59 (1 Wo.)US | Erstveröffentlichung: 19. November 2021             |
| 2022 | Montega Coke Boys Records                             | — | — | — | — | US46 (1 Wo.)US | Erstveröffentlichung: 24. Juni 2022 mit Harry Fraud |